# Cellier-du-Luc
 Cellier-du-Luc  es una población y comuna francesa, ubicada en la región de Ródano-Alpes, departamento de Ardèche, en el distrito de Largentière y cantón de Saint-Étienne-de-Lugdarès.

## Demografía
| 142 | 122 | 107 | 93 | 106 | 99 |
| Para los censos de 1962 a 1999 la población legal corresponde a la población sin duplicidades (Fuente: INSEE [Consultar]) |     |     |    |     |    |